# Großhansdorf
Großhansdorf är en Marktgemeinde i Kreis Stormarn i det tyska förbundslandet Schleswig-Holstein. Großhansdorf, som för första gången nämns i ett dokument från år 1274, har cirka 9 000 invånare.